# Рисовая Падь
Ри́совая Падь — село в Хасанском районе Приморского края, входит в состав Зарубинского городского поселения. Основано в 1885 году.

## Географическое положение
Рисовая Падь расположена на берегу бухты Троицы залива Посьета, на расстоянии 50 км (по автодорогам) от посёлка городского типа Славянка, административного центра района, и 214 км (по автодорогам) от города Владивосток, административного центра края.

## Население
| 2002 | 2005 | 2010 |
| ---- | ---- | ---- |
| 28   | ↗34  | →34  |

## Улицы
| - ул. Зелёная, - ул. Кленовая, - ул. Лесная, | - ул. Малиновая, - ул. Ольховая, - ул. Ромашковая. |

## Транспорт
Село связано автомобильной дорогой длиной 16 км с трассой А189 Раздольное — Хасан. Ближайшая железнодорожная станция находится на расстоянии 12 км к западу в посёлке городского типа Зарубино.